# Os de Balaguer
Os de Balaguer je obec v autonomním společenství Katalánsko ve Španělsku. Leží v provincii Lleida. Žije zde přibližně 1 100 obyvatel.
Narodil se zde španělský kolonizátor Gasparo Portola.